# A-104 (dálnice v Rusku)
A-104 je federální dálnice v Ruské federaci, která leží v Moskevské oblasti a vede z Moskvy přes Dolgoprudnyj, Jachromu a Dmitrov do Dubny. Její celková délka je 125 kilometrů a většinu cesty vede podél Moskevského průplavu. V Moskvě má křížení s Moskevským dálničním okruhem, mezi 28. a 35. kilometrem od Moskvy má společné vedení s A-107 ze Zvenigorodu do Noginsku a u Dmitrova má krátký společný úsek s A-108 vedoucí od Ruzy do Orechova-Zujeva.